# 효소인황후
효소인황후 뉴호록씨(孝昭仁皇后 鈕祜祿氏, 순치(順治) 10년 (1653년) ~ 강희(康熙) 17년 2월 26일(1678년 3월 18일))는 강희제의 계후이다. 그녀의 아버지는 만주 양황기(鑲黃旗) 출신 태사과의공 전보정대신(太師果毅公 前輔政大臣) 알필륭이며 정식 시호는 효소정숙명혜정화안유단목흠천순성인황후(孝昭靜淑明惠正和安裕端穆欽天順聖仁皇后)이다.

## 생애
당시의 뉴호록씨는 효성인황후와 함께 입궁했으며, 처음에는 비가 되었다. 강희 16년(1677년) 8월 22일, 황후에 책립되었으나 강희 17년(1678) 2월 26일 훙서했다. 강희 17년 윤3월 21일, 효소황후라는 시호가 내려졌고, 강희 20년(1681) 3월 초8일, 경릉(景陵)에 매장했다. 옹정 원년(1723) 9월, 시호가 효소정숙명혜정화흠천순성인황후(孝昭靜淑明惠正和欽天順聖仁皇后)로 가상되었고, 건륭 원년(1736년) 3월에는 안유(安裕)라는 시호를 가상하였고, 가경 4년 5월, 단목(端穆)이라는 시호를 추가하였다.

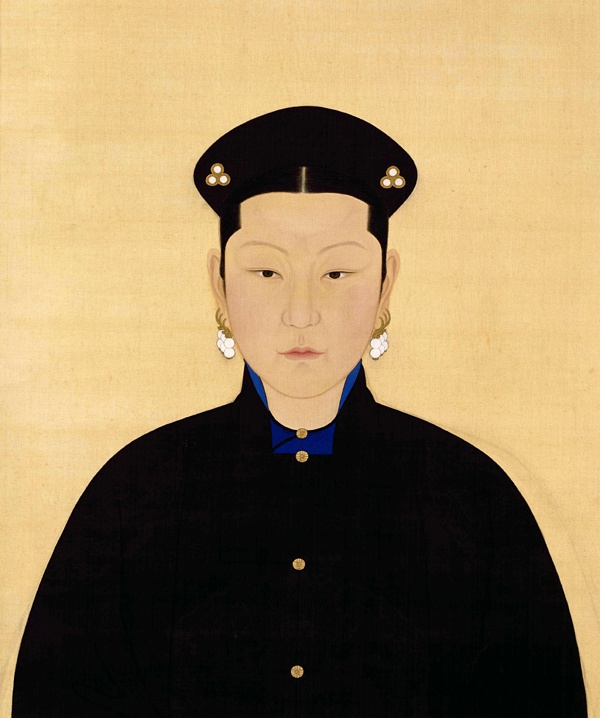
효소인황후 상복(常服) 차림

| 전임 효성인황후 | 청나라의 황후 1677년 9월 18일 ~ 1678년 3월 18일 | 후임 효의인황후 |

## 같이 보기
- 입팔분공